# Тасоткель (Тасоткелский сельский округ)
Тасоткель (каз. Тасөткел) — село в Шуском районе Жамбылской области Казахстана. Административный центр Тасоткелского сельского округа. Код КАТО — 316651100.

## Население
В 1999 году население села составляло 875 человек (439 мужчин и 436 женщин). По данным переписи 2009 года, в селе проживало 530 человек (260 мужчин и 270 женщин).